# 水曜ロードショー (TBS)
『水曜ロードショー』（すいようロードショー）は、1989年10月4日から1993年9月29日までTBS系列で放送されていた映画番組である。放送時間は毎週水曜21:00 - 22:54 （JST）。

## 概要
TBSはそれまで火曜20時台で『ザ・ロードショー→火曜ロードショー→火曜ビッグシアター』という映画番組を放送していたが、1989年10月の改編で『ギミア・ぶれいく』を映画の後半に当たる火曜21時台で開始。22時に夜のニュース番組を22時スタート（＝『JNNニュースデスク'89』）から23時スタート（＝『筑紫哲也ニュース23』）に戻すのに合わせ、『火曜ビッグシアター』をこの水曜21時台へ移動させ、『水曜ロードショー』と改題した。
当初は『火曜ビッグシアター』時代と同様に、番組冒頭でTBSの女性アナウンサーが放送作品の見所を紹介していたが、後期には映画プロデューサーである宮島秀司がこれを担当していた。担当者は見所の紹介時に「シネマ・アイ」と名乗り、最後に「映画のような夢を！」の一言で締めくくっていた。
タイトルロゴは前期においては太字体で記されていたが、後期には斜字体に変わった。ただ、琉球放送などの番組表でのタイトルロゴは、終了まで前期と同じものが使われていた。
水曜ロードショーのタイトルは、1972年4月5日から1985年9月25日まで同じタイトルで日本テレビ系で放映された。
TBSは、この番組の最終回をもって映画番組のレギュラー放送を一旦打ち切った。最終回での放送作品は『007 リビング・デイライツ』。その後TBSは、『月曜ゴールデン』などで映画の単発放送を行っていたが、2012年4月の改編でこの『水曜ロードショー』が放送されていた水曜21時で『水曜プレミアシネマ』を開始し、映画のレギュラー放送を18年半ぶりに再開させた。しかし、これも2013年4月から『水曜プレミア』（第2期）内での不定期放送となり、2014年3月にはこの自体が終了。4月からは再び『月曜ゴールデン』や後の『月曜名作劇場』などでの不定期放送に移行、さらに2019年4月以降は2時間ドラマが消滅したことから、映画は不定期の特番での放送となっている。

## 歴代解説者
- 有村かおり（当時TBSアナウンサー）
- 福島弓子（当時TBSアナウンサー）
- 宮島秀司（映画プロデューサー）：担当期間中、長峰由紀（TBSアナウンサー）も加わっての掛け合いが行われていた。

## スタッフ
- 予告ナレーター：大森章督
- プロデューサー：上田正人（TBS）、井上博（TBS）

## テーマ曲

### オープニングテーマ
- Cine6

### エンディングテーマ
- 日野皓正「EL CAMINO」：番組開始直前にマツダ・RX-7のCM曲として使われていた。
- CASIOPEA「PRIVATE SUNDAY」
- 高中正義「Once In A Blue Moon」（東芝EMI）
- ロバート・ウェルズ「オーロラの風」